# Belgia la Concursul Muzical Eurovision Junior
Belgia a debutat la Concursul Muzical Eurovision Junior în anul 2003.

## Rezultate
| An   | Gazda       | Artist         | Titlu                       | Poziție | Puncte |
| ---- | ----------- | -------------- | --------------------------- | ------- | ------ |
| 2003 | Copenhaga   | X!NK           | "De vriendschapsband"       | 6       | 83     |
| 2004 | Lillehammer | Free Spirits   | "Accroche-toi"              | 10      | 37     |
| 2005 | Hasselt     | Lindsay Daenen | "Mes rêves"                 | 10      | 63     |
| 2006 | București   | Thor!          | "Een tocht door het donker" | 7       | 71     |
| 2007 | Rotterdam   | Trust          | "Anders"                    | 15      | 19     |
| 2008 | Limassol    | Oliver         | "Shut up!"                  | 11      | 45     |
| 2009 | Kiev        | Laura Omloop   | "Zo verliefd (Yodelo)"      | 4       | 113    |
| 2010 | Minsk       | Jill & Lauren  | "Get up!"                   | 7       | 61     |
| 2011 | Erevan      | Femke          | "Een kusje meer"            | 7       | 64     |
| 2012 | Amsterdam   | Fabian         | "Abracadabra"               | 5       | 72     |

## Istoria voturilor (2003-2010)
| Poziție | Țară          | Puncte |
| ------- | ------------- | ------ |
| 1       | Țările de Jos | 76     |
| 2       | Armenia       | 40     |
| 3       | Spania        | 39     |
| 4       | Belarus       | 35     |
| 5       | Suedia        | 33     |

| Poziție | Țară                | Puncte |
| ------- | ------------------- | ------ |
| 1       | Țările de Jos       | 76     |
| 2       | Republica Macedonia | 33     |
| 3       | Malta               | 32     |
| 4       | Belarus             | 24     |
| 5       | România             | 23     |

## Gazdă
| An   | Oras    | Locatie      | Prezentatori                    |
| ---- | ------- | ------------ | ------------------------------- |
| 2005 | Hasselt | Ethias Arena | Maureen Louys & Marcel Vanthilt |